# Ronan van Zandbeek
Ronan van Zandbeek ('s-Hertogenbosch, 27 september 1988) is een Nederlandse wielrenner die tussen 2007 en 2015 als professional actief was.
In 2007 reed hij bij Van Vliet-EBH Elshof, de ploeg waar zijn vader Iwan van Zandbeek ploegleider was. Hij bleef de ploeg trouw tot 1 augustus 2010, toen hij als stagiair aan de slag ging bij Skil-Shimano. Hij bleef in 2011 en 2012 rijden voor Skil-Shimano, later Argos-Shimano genoemd. In 2013 tekende hij een contract bij Cyclingteam De Rijke. In 2015 liep zijn contract af en verruilde hij dit team voor de amateurvereniging Willebrod Wil Vooruit, 
De belangrijkste overwinningen van Van Zandbeek zijn het Nederlands Kampioenschap voor beloften in 2008, het eindklassement van de Ronde van Normandië in 2010 en het Kampioenschap van Vlaanderen in 2012.

## Overwinningen

### Weg
2008
 Nederlands kampioen op de weg, Beloften
2010
Eindklassement Ronde van Normandië
2012
Kampioenschap van Vlaanderen
2013
Proloog Ronde van Portugal (ploegentijdrit)
2014
Bergklassement Flèche du Sud
Slag om Norg
2017
Parel van de Veluwe

### Mountainbike
2014
Oostende Beach Race
2015 Nederlandse kampioenschappen mountainbike marathon
2017
Nederlandse kampioenschappen mountainbike strandrace
Knokke Beache Challenge

## Resultaten in voornaamste wedstrijden
| Jaar | Ronde van Vlaanderen | Parijs-Roubaix | Kampioenschap van Vlaanderen |
| ---- | -------------------- | -------------- | ---------------------------- |
| 2011 | 135e                 |                | 89e                          |
| 2012 | opgave               | buit.tijd      | ↑                            |
| 2013 |                      |                |                              |
| 2014 |                      |                | opgave                       |